# سوپرنوا (گروه موسیقی)
سوپِرنُوا (کره‌ای: 슈퍼노바؛ انگلیسی: Supernova) گروه پسرانه اهل کره جنوبی شکل‌گرفته زیر نظر ام‌نت مدیا در سال ۲۰۰۶ است. شناخته شده‌ترین لاین‌آپ گروه شامل جونگ یون هاک، کیم سونگ جه، کیم کوانگ سو، یون سونگ مو، سونگ جی هیوک و پارک گون ایل است. این شش عضو در زمینه‌های آواز، رقص، بازیگری، رپ و پاپ تخصص داشتند. سوپرنوا در ۲۱ سپتامبر ۲۰۰۷ با انتشار تک‌آهنگ «Hit» از نخستین آلبوم استودیویی خود به نام The Beautiful Stardust فعالیتش را آغاز کرد. گروه از سال ۲۰۰۷ تا ۲۰۱۸ در کره‌ای با عنوان چوشین‌سونگ (کره‌ای: 초신성) و در ژاپنی با عنوان چوشین‌سِی (超新星 Chōshinsei) شناخته می‌شد و از سال ۲۰۱۸ تاکنون با عنوان انگلیسی فعلی گروه شناخته می‌شود.

## اعضا
فعلی
- جونگ یون هاک (정윤학)، اسپیکا یون‌هاک[ب]
- کیم سونگ جه (김성제)، سیریوس سونگ‌جه[ب]
- کیم کوانگ سو (김광수)، بکروکس کوانگ‌سو[پ]
- جی‌هیوک (سونگ هون یونگ؛ 송헌용)، اِیکراکس جی‌هیوک[پ][ت]
- پارک گون ایل (박건일)، کِنوپِس گون‌ایل[پ]

پیشین
- یون سونگ مو (윤성모)، وگا سونگ‌مو (۲۰۰۷–۲۰۱۹)